# Jorinus van der Wiel
Leendert Willem Jorinus van der Wiel (Utrecht, 15 augustus 1893 – Rotterdam, 5 maart 1960) was een Nederlands wegwielrenner. Hij was professional van 1915 tot 1927.
Van der Wiel werd Nederlands kampioen op de weg bij de elite in 1915, 1917, 1918, 1921 en 1925. Hiermee is hij Nederlands recordhouder in deze discipline. Een zesde overwinning werd hem ontnomen in 1926, toen hij naar de tweede plaats werd terugverwezen achter Klaas van Nek.
In 1929 was hij tijdelijk amateur en werd hij tweede op het NK, achter Frits Wiersma.

## Resultaten in voornaamste wedstrijden
| Jaar | Ronde van Vlaanderen |
| ---- | -------------------- |
| 1925 | 15e                  |